# فهرست مدال‌آوران المپیک در هاکی روی چمن
این مقاله فهرست مدال‌آوران المپیک در هاکی روی چمن در دو بخش مردان و زنان است.

## مردان
| بازی‌ها                                       | طلا | نقره | برنز |
| 1908 London                                  | بریتانیای کبیر (GBR) · انگلستان · لوئیس بایلون · هری فریمن · اریک گرین · جرالد لوگن · الن نوبل · ادگار پیج · رجی پریدمور · پرسی ریس · جان ییت رابینسون · استنلی شوولر · هاروی وود | بریتانیای کبیر (GBR) · ایرلند · ادوارد المن-اسمیت · هنری براون · والتر کمپبل · ویلیام گراهام · ریچارد گرگ · ادوارد هولمز · رابرت کندی · هنری مورفی · جک پیترسون · والتر پترسون · چارلز پاور · فرانک رابینسون · | بریتانیای کبیر (GBR) · اسکاتلند · الکساندر برت · جان بورت · الستر دنیستون · چارلز فولکس · هو فریزر · جیمز هارپر-اور · ایوان لاینگ · هیو نیلسون · ویلیام اورچاردسون · نورمن استیونسن · هیو واکر |
| 1908 London                                  | بریتانیای کبیر (GBR) · انگلستان · لوئیس بایلون · هری فریمن · اریک گرین · جرالد لوگن · الن نوبل · ادگار پیج · رجی پریدمور · پرسی ریس · جان ییت رابینسون · استنلی شوولر · هاروی وود | بریتانیای کبیر (GBR) · ایرلند · ادوارد المن-اسمیت · هنری براون · والتر کمپبل · ویلیام گراهام · ریچارد گرگ · ادوارد هولمز · رابرت کندی · هنری مورفی · جک پیترسون · والتر پترسون · چارلز پاور · فرانک رابینسون · | بریتانیای کبیر (GBR) · ولز · فرانک کنا · لولین ایوانز · آرتور لا · رابرت لین · ویلفرد پالوت · فردریک فیلیپس · ادوین ریچاردز · چارلز شپرد · برتراند ترنبال · فیلیپ تورنبول · جیمز ویلیامز |
| 1912 Stockholm                               | not included in the Olympic programme | not included in the Olympic programme | not included in the Olympic programme |
| 1920 Antwerp                                 | بریتانیای کبیر (GBR) · چارلز اتکین · جان بنت · کولین کمپل · هارولد کسلز · هارولد کوک · اریک کراکفورد · رجینالد کراماک · هری هزلم · آرتور لیتون · شولتو مارکون · جک مک‌براین · جورج مک‌گرا · استنلی شوولر · ویلیام اسمیت · سیرل ویلکینسون                                                                                      | دانمارک (DEN) · هنس بیئوم · ایوین بلک · نیلس بلک · استین دو · توول ایگین‌برو · فرنس فیبه · هنس یوئن هنسن · هنس هیئلاک · هنین هولست · اریک هوسته · پاول متس · اندریاس راسموسن | بلژیک (BEL) · آندره بکه · پیر شیبر · رائول دوفرن دو لا شوالری · فرنان ده مونتینی · شارل دللین · لویی دیرسکس · روبرت خیورس · ادولف گومیر · شارل نیت · ریموند کپنس · رنه استاروبن · پیر فالکه · ماوریس فن دن بمدن · ژان فن نروم |
| 1924 Paris                                   | not included in the Olympic program | not included in the Olympic program | not included in the Olympic program |
| 1928 Amsterdam                               | هند (IND) · ریچارد آلن · دیان چاند · مایکل گیتلی · ویلیام گودسیر-کالن · لزلی هاموند · فیروز خان · جورج مارتینز · رکس نوریس · بروم پینیگر · مایکل روکه · فردریک سیمن · علی شوکت · جایپال سینگ موندا · سید یوسف Kher Singh Gill                                                                                               | هلند (NED) · جان انکرمان · جان برند · رین دو وال · امیل دو سون · گرت جاننیک · ادریان کته · اگوست کپ · اب تراسلینگ · پل فان دو روارت · رابرت فان در وین · هاس ویسسر تی هوفت C. J. J. Hardebeck · T. F. Hubrecht · G. Leembruggen · H. J. L. Mangelaar Meertens · اوتو مولر فون سرنیکی · W. J. van Citters · C. J. van der Hagen · تونی فان لیرو · J. J. van Tienhoven van den Bogaard · J. M. van Voorst van Beest · N. Wenholt | آلمان (GER) · برونو بوش · گئورگ برونر · هاینتس فورستندورف · اروین فرانتسکوویاک · ورنر فریبرگ · تئودور هاگ · هانس هاوسمان · کورت هاوربک · آریبرت هیمان · هربرت هوباین · فریتس هورن · کارل-هاینتس ایرمر · هربرت کمر · هربرت مولر · ورنر پروفت · گرد اشترانتزن · رولف وولنر · هاینتس فولتیه · اریش زاندر Fritz Lincke · Heinz Schäfer · کورت وایس |
| 1932 Los Angeles                             | هند (IND) · ریچارد آلن · محمد اسلم · لال بخاری · فرانک بروین · ریچارد کار · دیان چاند · لزلی هاموند · آرتور چارلز هیند · سید جعفر · مسعود مینهاس · بروم پینیگر · گورمیت سینگ کولار · روپ سینگ · ویلیام سالیوان · کارلایل تاپسل                                                                                              | ژاپن (JPN) · شونکیچی هامادا · جونزو اینوهارا · ساداییوشی کوبایاشی · هاروهیکو کون · کنیچی کونیشی · هیروشی ناگاتا · ایچی ناکامورا · یوشیو ساکای · کاتسومی شیباتا · آکیو سودا · توشیو اوسامی | ایالات متحده آمریکا (USA) · ویلیام بودینگتون · هارولد بروستر · روی کافین · اموس دیکن · هوراس دیستون · ساموئل ایوینگ · جیمز جنتل · هنری گریر · لارنس ناپ · دیوید مک‌مولین · لئونارد اوبراین · چارلز شیفر · فردریک ولترز |
| 1936 Berlin                                  | هند (IND) · ریچارد آلن · دیان چاند · علی دارا · لیونل امت · پیتر پل فرناندز · ژوزف گلیباردی · ارنست گودسیر کالن · محمد حسین · سید جعفر · احمد خان · احسن محمود خان · میرزا مسعود · سیریل میچی · بابو نیمال · ژوزف فیلیپز · شعبان شهاب‌الدین · گورچاران سینگ گروال · روپ سینگ · کارلایل تاپسل                                 | آلمان (GER) · هرمان آوف در هایده · لودویگ بایزیگل · اریش کونتس · کارل دوزه · آلفرد گردس · ورنر هامل · هارالد هوفمان · اروین کلر · هربرت کمر · ورنر کوبیتسکی · پاول ملیتس · کارل منکل · فریتس مسنر · دتلف اوکرنت · هاینریش پتر · هاینتس راک · کارل روک · هانس شربارت · هاینتس اشمالیکس · تیتو وارن‌هولتس · کورت وایس · اریش زاندر                                                                                                | هلند (NED) · هنک د لوپر · یان د لوپر · ات دو روس · رین دو وال · پیت گانینگ · اینگه هایبروک · هانس اشنیگر · رنه اسپارنبرگ · ارنست ون دن برگ · رو فان در هار · تونی فان لیرو · مکس وسترکمپ |
| 1948 London                                  | هند (IND) · لسلی کلاودیوس · کشوات دات · والتر ده سوزا · لاوری فرناندز · رانگاناتان فرانسیس · جری گلاکان · اختر حسین · پاتریک جانسن · امیر کومار · کیشان لال · لئو پینتو · جاسوانت سینگ راجپوت · لطیف‌الرحمان · رجینالد رودریگز · بالبیر سینگ · راندهیر سینگ جنتل · گراهاناندان سینگ · کی.دی. سینگ · تریلوچان سینگ · مکسی واز | بریتانیای کبیر (GBR) · رابرت ادلارد · نورمن بارت · دیوید برودی · رونالد دیویس · ویلیام گریفیتس · رابین لیندسی · ویلیام لیندسی · جان پیک · فرانک رینولدز · جرج سیمه · مایکل والفورد · ویلیام وایت | هلند (NED) · اندره بورسترا · هنک بومن · پیت برومبرگ · هری درکس · هان دریژور · دیک اسر · روپای کروایز · جن لانگوت · دیک لاگر · تن ریشتر · ادی تیل · ویم فان هیل |
| 1952 Helsinki                                | هند (IND) · لسلی کلاودیوس · ملدریک دالوز · کشوات دات · چینادورای دشموتو · رانگاناتان فرانسیس · راگبیر لال · گوویند پرومال · مونیسوامی راجگوپال · بالبیر سینگ · راندهیر سینگ جنتل · اودهام سینگ · دارام سینگ · گراهاناندان سینگ · کی.دی. سینگ                                                                                | هلند (NED) · ژول انسیون · اندره بورسترا · هری درکس · هان دریژور · دیک اسر · روپای کروایز · دیک لاگر · لائو مولدر · ادی تیل · ویم فان هیل · لئونارد وری | بریتانیای کبیر (GBR) · دنیس کارنیل · جان کوکت · جان کانروی · گراهام دادز · درک دی · دنیس ایگان · رابین فلچر · راجر میجلی · ریچارد نوریس · نیل نوجنت · انتونی نان · انتونی جان رابینسون · جان پاسکین تیلور |
| 1956 Melbourne                               | هند (IND) · لسلی کلاودیوس · رانگاناتان فرانسیس · هاریپال کاشیک · امیر کومار · راگبیر لال · شانکار لاکشمن · گوویند پرومال · آمیت سینگ باکشی · راگبیر سینگ بولا · بالبیر سینگ · هاردیال سینگ · راندهیر سینگ جنتل · بالکریشان سینگ · گوردو سینگ · اودهام سینگ · باکشیش سینگ · چارلز استیون                                     | پاکستان (PAK) · لالا عبدالرشید · اختر حسین · منیر دار · چودهری غلام رسول · انور احمد خان · حبیب علی کیدی · لطیف‌الرحمان · منظور حسین عاطف · مطیع‌الله · نصیر بوندا · نور علام · خورشید اسلم · عبدالواحد · مشتاق احمد · ذاکر حسین | تیم متحد آلمان (EUA) · گونتر برنه‌که · هوگو بودینگر · ورنر دلمس · هوگو دولهایزر · ابرهارد فرزتل · آلفرد لوکر · هلموت نون · ولفگانگ نون · هاینس رادزیکوفسکی · ورنر رزنباوم · گونتر اولریش |
| 1960 Rome                                    | پاکستان (PAK) · عبدالحمید · لالا عبدالرشید · عبدالواحد · بشیر احمد · چودهری غلام رسول · انور احمد خان · خورشید اسلم · حبیب علی کیدی · منظور حسین عاطف · مشتاق احمد · مطیع‌الله · نصیر بوندا · نور علام · منیر دار | هند (IND) · جوزف آنتیک · لسلی کلاودیوس · جامان لال شارما · موهیندر لال · شانکار لاکشمن · جان پیتر · گوایند ساکو · راگبیر سینگ بولا · اودهام سینگ · چارانجیت سینگ · جاسانت سینگ · جوگیندر سینگ · پریپال سینگ · بالکریشان سینگ | اسپانیا (ESP) · پدرو آمات · فرانسیسکو کابایر · خوان کالسادو · خوزه کولومر · کارلوس دل کوسو · خوزه دینارس · ادواردو دوالده · خواکین دوالده · رافائل اگوسکیسا · ایگناسیو ماکایا · پدرو موروآ · پدرو روچ · لوئیس اوسوس · نارسیس وانتایو |
| 1964 Tokyo                                   | هند (IND) · هاریپال کاشیک · موهیندر لال · شانکار لاکشمن · باندو پاتیل · جان پیتر · سید علی · اودهام سینگ · چارانجیت سینگ · دارشان سینگ · دارام سینگ · گارباکس سینگ · هاربیندر سینگ · جاگجیت سینگ · جوگیندر سینگ · پریپال سینگ                                                                                               | پاکستان (PAK) · عبدالحمید · محمد اسد مالک · منیر دار · خالد محمود · انور احمد خان · نواز خضر · خورشید اعظم · محمد منا · منظور حسین عاطف · محمد عبدول رشید · مطیع‌الله · طارق نیازی · سعید انور · طارق عزیز · ظفر حیات · خواجه ذکاالدین | استرالیا (AUS) · مروین کراسمن · پل دیرینگ · ریموند اوانز · برایان گلینکراس · رابین هودر · جان مک‌بریده · دونالد مک‌واترز · پاتریک نیلان · اریک پیرس · جولیان پیرس · دزموند پایپر · دونالد اسمارت · انتونی واترز · گراهام وود |
| 1968 Mexico City                             | پاکستان (PAK) · لالا عبدالرشید · جهانگیر بات · تنویر دار · گلریز اختر · خالد محمود · محمد اسد مالک · مشتاق احمد · طارق نیازی · ریاض احمد · ریاض‌الدین · سعید انور · طارق عزیز · ذاکر حسین | استرالیا (AUS) · پل دیرینگ · ریموند اوانز · برایان گلینکراس · رابرت هیگ · دان مارتین · جیمز میسون · پاتریک نیلان · اریک پیرس · گوردون پیرس · جولیان پیرس · دزموند پایپر · فرد کوین · رونالد ریلی · دونالد اسمارت · Arthur Busch | هند (IND) · راجندران کریستی · کریشنامورتی پرمال · جان پیتر · اینام الرحمان · منیر سیت · اجیت پال سینگ · بالبیر سینگ کولار (II) · بالبیر سینگ کولار(III) · گارباکس سینگ · هاربیندر سینگ · هارمیک سینگ · ایندر سینگ · پریپال سینگ · جاگجیت سینگ · تارسم سینگ                                                                                     |
| هاکی روی چمن در بازی‌های المپیک تابستانی ۱۹۷۲ | آلمان غربی (FRG) · وولفگانگ بائومگارت · هورست دروزه · دیتر فرایزه · ورنر کیزمان · کارستن کلر · دتلف کیتشتاین · اولریش کلاوس · پیتر کراوزه · میشائیل کراوزه · میشائیل پیتر · وولفگانگ روت · فریتس اشمیت · راینر زایفرت · وولفگانگ اشترودتر · اکارت زوا · ادوارد تلن · پیتر ترامپ · اولی فوس                                  | پاکستان (PAK) · Rashid Abdul · اختر رسول · Ul Akhtar · جهانگیر بات · Ur Fazal · اسلام‌الدین صدیق · محمد اسد مالک · شهناز شیخ · مناواوراز زمان · ریاض احمد · سعید انور · سلیم شروانی · Iftikar Syed · Mudassar Syed · زاهد شیخ | هند (IND) · بی.پی. گویندا · چارلز کورنلیوس · مانوئل فردریک · مایکل کیندو · اشوک کومار · ام پی گانش · کریشنامورتی پرمال · اجیت پال سینگ · هاربیندر سینگ · هرچران سینگ · هارمیک سینگ · کولانت سینگ · موخبین سینگ · واریندر سینگ |
| هاکی روی چمن در بازی‌های المپیک تابستانی ۱۹۷۶ | نیوزیلند (NZL) · پل آکرلی · جف آرچیبالد · آرتور بارون · آلن چزنی · جان کریستنسن · گرگ دیمن · تونی اینسون · بری مایستر · سلوین مایستر · تروور مانینگ · آلن مک‌اینتایر · نیل مک‌لئود · آرتور پارکین · موهان پتال · رامش پاتل · لس ویلسون                                                                                        | استرالیا (AUS) · دیوید بل · گرگ براونینگ · ریک شارلزورث · یان کوک · بری دنسر · داگلاس گلدر · رابرت هیگ · وین هاموند · جیم ایروین · مالکوم پول · رابرت پراکتور · گرم رید · رونالد ریلی · ترور اسمیت · تری والش | پاکستان (PAK) · Rashid Abdul · اختر رسول · ارشد محمود · ارشد چودری · حنیف خان · اسلام‌الدین صدیق · سمیع الله خان · منظور حسین · مناواوراز زمان · قمر ضیا · سلیم ناظم · شهناز شیخ · سلیم شروانی · Iftikar Syed · Mudassar Syed |
| هاکی روی چمن در بازی‌های المپیک تابستانی ۱۹۸۰ | هند (IND) · واسودوان باسکاران · بیر بهادر چتری · سیلوانوس دونگ دونگ · مروین فرناندز · ظفر اقبال · مهاراج کریشان کاوشیک · چارانجیت کومار · ام.ام. سمیه · آلن شوفیلد · محمد شهید · داویندر سینگ · گورمایل سینگ · آمارجیت سینگ رانا · راجیندر سینگ جونیور · راویندر پال سینگ · سوریندر سینگ سودی                               | اسپانیا (ESP) · خوآن آمات · خوآن اربوس · حایمه اربوس · خابیر کابوت · ریکاردو کابوت · میگل چابس · خوآن کوگن · میگل د پاس · فرانسیسکو فابرگاس بوسک · خوسه گارسیا · رافائل گاررالدا · سانتیاگو مالبوسا · پولینو مونسالبه · خوآن پیون · کارلوس روکا · خایمه سومالاکارره‌گی | اتحاد شوروی (URS) · سوس هایراپتیان · مینیلا عزیزوف · والری بلیکوف · ویکتور دپاراتاتوف · الکساندر گونچاروف · الکساندر گوسف · سرگی کلوتسوف · ویاچسلاو لامپیف · الکساندر میاسنیکوف · میخائیل نیکوپورنکو · لئونید پاولوفسکی · سرگئی پلشاکوف · ولادیمیر پلشاکوف · الکساندر سیچیف · اولگ زاگرودنف · فرید زیگانگیروف                                  |
| 1984 Los Angeles                             | پاکستان (PAK) · سید غلام معین‌الدین · قاسم ضیا · نصیر علی · عبدالرشید الحسن · ایاز محمود · نعیم اختر · کلیم‌الله خان · منظور حسین · حسن سردار · حنیف خان · خالد حمید · شاهد علی خان · توقیر دار · اشتیاق احمد · سلیم شروانی · مشتاق احمد                                                                                      | آلمان غربی (FRG) · کریستیان یاسمیر · اشتفان بلشر · دیرک برینکمان · هاینر دوپ · کارستن فیشر · توبیاس فرانک · فولکر فرید · توماس گونست · هورست-اولریش هنل · کارل-یوآخیم هورتر · آندریاس کلر · راینهارت کرول · میشائیل پیتر · توماس رک · اکهارت اشمیت-اوپر · مارکو اسلاویک | بریتانیای کبیر (GBR) · پل باربر · استفن باتچلور · کالبیر بوارا · رابرت کترال · ریچارد دادز · جیمز دافی · نورمن هیوز · شان کرلی · ریچارد لمن · استفن مارتین · بیلی مک کانل · وراین پاپین · جان پوتر · مارک پرکیوس · ایان تیلور · دیوید وستکات                                                                                                   |
| 1988 Seoul                                   | بریتانیای کبیر (GBR) · پل باربر · استفن باتچلور · کالبیر بوارا · رابرت کلیفت · ریچارد دادز · دیوید فوکنر · راسل گارسیا · مارتین گریملی · شان کرلی · جیمی کیروود · ریچارد لمن · استفن مارتین · وراین پاپین · جان پوتر · عمران شراونی · ایان تیلور                                                                            | آلمان غربی (FRG) · اشتفان بلشر · دیرک برینکمان · توماس برینکمان · هاینر دوپ · هانس-هنینگ فاستریش · کارستن فیشر · توبیاس فرانک · فولکر فرید · هورست-اولریش هنل · میشائیل هیلگرز · آندریاس کلر · میشائیل متس · آندرئاس مولاندین · توماس رک · کریستیان اشلیمان · اکهارت اشمیت-اوپر | هلند (NED) · مارک بننینگ · فلوریس یان بوفلاندر · ژاک برینکمان · ماوریتس کروک · مارک دلیسن · سیز جان دیپیین · پاتریک فابر · رونالد یانسن · رنه کلاسن · هندریک جان کویمن · هیده کروایز · فرانک لیسترا · اریک پارلویت · گرت جان اشلاتمن · تیم استینز · تاکو فان هونرت                                                                             |
| 1992 Barcelona                               | آلمان (GER) · آندریاس بکر · کریستیان بلونک · کارستن فیشر · فولکر فرید · میشائیل هیلگرز · آندریاس کلر · میشائیل کناوت · اولیور کروتس · کریستیان مایرهوفر · اسون ماینهارت · میشائیل متس · کلاوس میشلر · کریستوفر رایتس · اشتفان زالیگر · یان-پیتر تیوس · اشتفان تیوس                                                          | استرالیا (AUS) · جان باستال · وارن بیرمنگام · لی بودیمید · اشلی کری · گریگوری کوربیت · استیون دیویس · دیمن دیلتی · لاکلن درهر · لاکلن المر · دین اوانز · پل لوئیس · گراهام رید · جی استیسی · دیوید ونسبرو · کن وارک · مایکل یورک | پاکستان (PAK) · انجم سعید · فرهت حسن خان · خالد بشیر · خواجه جنید · منصور احمد · اصف بجوا · محمد اخلاق احمد · محمد خالد · محمد قمر ابراهیم · مصدق حسین · رعنا مجاهد علی · شهباز احمد · محمد شهباز · شاهد علی خان · طاهر زمان · وسیم فیروز |
| 1996 Atlanta                                 | هلند (NED) · فلوریس یان بوفلاندر · ژاک برینکمان · ماوریتس کروک · تون ده نویر · مارک دلیسن · یرون دلمی · رونالد یانسن · اریک یازت · لئو کلین خبینک · برام لومانس · تاکو فان هونرت · تیخو فان میر · واتر فان پلت · رمکو فان ویک · استفان وین · خوس فوخلس                                                                      | اسپانیا (ESP) · Jaime Amat · پل آمات · خابیر آرنائو · جوردی آرنائو · اسکار باررنا · ایگاناسیو کابوس · خوآن دینارس · خوآن اسکارره · خابیر اسکودره · جوآنشو گارسیا مائورنیو · آنتونیو گونسالس · رامون خوفرسا · جوآکیم مالگوسا · بیکتور پوخول · رامون سالا · پابلو اوسوس | استرالیا (AUS) · استوارت کاروترز · بادن چاپپی · استیون دیویس · دیمن دیلتی · لاکلن درهر · لاکلن المر · برندن گارارد · پل گواین · مارک هجر · پل لوئیس · گرانت اسمیت · متیو اسمیت · دانیل اسپرول · جی استیسی · کن وارک · مایکل یورک |
| 2000 Sydney                                  | هلند (NED) · ژاک برینکمان · یاپ-درک بوما · تون ده نویر · یرون دلمی · مارتن ایکلبوم · پیت-هین خریس · رونالد یانسن · اریک یازت · برام لومانس · ساندر فان در ویده · واتر فان پلت · دیدریک فان ویل · رمکو فان ویک · استفان وین · خوس فوخلس · پیتر وینت                                                                          | کره جنوبی (KOR) · هان هیونگ-بائه · هوانگ جونگ-هیون · جون هونگ-کوون · جون جونگ-ها · جی سونگ-هوان · کانگ کیون ووک · کیم چل هوان · کیم جونگ-چول · کیم کیونگ-سوک · کیم یونگ-بائه · کیم یون · لیم جونگ چون · لیم جونگ وو · سو جونگ-هو · سانگ سونگ ته · یو وون کن | استرالیا (AUS) · مایکل برنان · آدام کمنز · استیون دیویس · دیمن دیلتی · لاکلن درهر · جیسون داف · تروی الدر · جیمز المر · پل گواین · استفان هولت · برنت لیورمور · دانیل اسپرول · جی استیسی · کریگ ویکتوری · متیو ولز · مایکل یورک |
| 2004 Athens                                  | استرالیا (AUS) · مایکل برنان · تراویس بروکس · دین باتلر · لیام ده یانگ · جیمی دوایر · ناتان اگلینگتون · تروی الدر · بوان جورج · رابرت هاموند · مارک هیکمن · مارک نوولس · برنت لیورمور · مایکل مک‌کان · استیون مولام · گرانت شوبرت · متیو ولز                                                                                 | هلند (NED) · ماتیس برورو · رونالد بروور · تون ده نویر · یرون دلمی · گیرت جان دریکس · راب دریکس · مارتن ایکلبوم · فلوریس ایورس · اریک یازت · کارل کلاور · جسی ماهیو · راب رکرز · تاکه تاکما · ساندر فان در ویده · کلااس ورینگ · خوس فوخلس | آلمان (GER) · کلمنس آرنولد · کریستوف بچمن · سباستین بیدرلاک · فیلیپ کرون · ایکه داکویتس · کریستف ایمر · بیورن امرلینگ · فلوریان کانز · بیورن میشل · ساسا رینلت · جوستوس شاروفسکی · کریستین شولته · تیبور وایسنبورن · تیمو وس · ماتیاس ویتهاوس · کریستوفر زلر                                                                                   |
| 2008 Beijing                                 | آلمان (GER) · فیلیپ ویته · ماکسیمیلیان مولر · سباستین بیدرلاک · کارلوس نوادو · موریتس فورسته · یان-مارکو مونتاگ · توبیاس هاوکه · تیبور وایسنبورن · بنیامین وس · نیکلاس ماینرت · تیمو وس · اولیور کورن · کریستوفر زلر · مکس وینهولد · ماتیاس ویتهاوس · فلوریان کلر · فیلیپ زلر                                               | اسپانیا (ESP) · فرانسیسکو کورتس خونکوسا · سانتی فریشا · فرانسیسکو فابرگاس مونگال · بیکتور سوخو · الکس فابرگاس · پل آمات · ادوار توبائو · رک اولیبا · خوآن رناندس لا بیا · رامون آلگره · خابیر ریباس · آلبرت سالا · رودریگو گارسا · سری انریکه · ادوارد آربوس · دابید آلگره · | استرالیا (AUS) · جیمی دوایر · لیام ده یانگ · رابرت هاموند · مارک نوولس · ادی اوکیندن · دیوید گست · لوک دورنر · گرانت شوبرت · بوان جورج · اندرو اسمیت · استفان لمبرت · الی ماتسون · متیو ولز · تراویس بروکس · کیل براون · فرگوس کاوانا · دس ابوت                                                                                                |
| هاکی روی چمن در بازی‌های المپیک تابستانی ۲۰۱۲ | آلمان (GER) · ماکسیمیلیان مولر · مارتین هانر · اسکار دیکه · کریستوفر وسلی · موریتس فورسته · توبیاس هاوکه · یان-فیلیپ رابنته · بنیامین وس · تیمو وس · اولیور کورن · کریستوفر زلر · مکس وینهولد · ماتیاس ویتهاوس · فلوریان فوکس · فیلیپ زلر · تیلو استرالکوفسکی                                                               | هلند (NED) · یاپ استاکمن · کلااس ورمولن · مارسل بالکستاین · ووتر جولی · رودریک ووستوف · رابرت کمپرمن · تون ده نویر · سندر بارت · فلوریس ایورس · باب دو ووگد · ساندر دو ویژن · روژیر هافمن · رابرت ون در هورست · بیلی باکر · والنتین ورگا · مینک ون در وردن | استرالیا (AUS) · مارک نوولس · جیمی دوایر · لیام ده یانگ · سیمون ارچارد · گلن ترنر · کریس سیریلو · متئو بوتورینی · راسل فورد · ادی اوکیندن · جوئل کارول · متیو گودز · تیم دیوین · متیو سوان · ناتان برگر · کایران گوورز · فرگوس کاوانا |
| هاکی روی چمن در بازی‌های المپیک تابستانی ۲۰۱۶ | آرژانتین (ARG) · خوان مانوئل ویوالدی · گونسالو پئیات · خوان ایگناسیو خیلاردی · فاکوندو کالیونی · لوکاس ری · ماتیاس پاردس · خواکین منینی · لوکاس بیلا · ایگناسیو اورتیس · خوان مارتین لوپس · خوان مانوئل سالادینو · ماتیاس ری · مانوئل برونت · آگوستین ماسیلی · لوکاس روسی · پدرو ایبارا                                     | بلژیک (BEL) · آرتور ون دورن · جان جان دومن · فلورن فن اوبل · سباستین دوکیه · سدریک شارلیه · گوتیه بوکار · امانوئل استوکبروکس · توماس بریلز · فلیکس دنایر · ونسان واناش · سیمون گونار · لوییک لویپرت · تام بون · ژروم تروینس · الیوت وان استریدونک · تونگی کوسانس | آلمان (GER) · نیکولاس یاکوبی · ماتیاس مولر · لینوس بوت · مارتین هانر · موریتس ترومپرتس · ماتس گرامبوش · کریستوفر وسلی · تیم هرتسبروخ · توبیاس هاوکه · تام گرامبوش · کریستوفر رور · مارتین تسویکر · موریتس فورسته · فلوریان فوکس · تیمور اروز · نیکلاس ولن                                                                                      |
| هاکی روی چمن در بازی‌های المپیک تابستانی ۲۰۲۰ | بلژیک (BEL) · گوتیه بوکار · تام بون · توماس بریلز · سدریک شارلیه · فلیکس دنایر · نیکولاس ده کرپل · آرتور ده اسلوفر · سباستین دوکیه · جان جان دومن · سیمون گونار · الکساندر هندریکس · آنتوان کینا · لوییک لویپرت · اوگوستین مرمان · ویکتور ونیه · ونسان واناش · فلورن فن اوبل · آرتور ون دورن                                | استرالیا (AUS) · دنیل بیل · جاشوا بلتز · تیم برند · اندرو چارتر · تیم کریگ · مت داوسون · بلیک گوورز · جرمی هیوارد · تیم هاوارد · دیلن مارتین · ترنت میتون · ادی اوکیندن · فلین اوگلوی · لاکلن شارپ · جاشوا سیموندز · جیکوب وتن · تام ویکم · آران زالفسکی | هند (IND) · سورندر کومار · وارون کومار · بیرندرا لاکرا · ویوک پراساد · آمیت روهیداس · دیلپریت سینگ · گورجانت سینگ · هارمانپریت سینگ · هاردیک سینگ · ماندیپ سینگ · مانپریت سینگ · روپیندر پال سینگ · شامشر سینگ · سیمرانجیت سینگ · نیلاکانتا شارما · پی. آر. سریجش · سومیت · لالیت اوپادیایی                                                    |

## زنان
| بازی‌ها                                       | طلا | نقره | برنز |
| هاکی روی چمن در بازی‌های المپیک تابستانی ۱۹۸۰ | زیمبابوه (ZIM) · لیز چیس · ساندرا چیک · جیلیان کاولی · پاتریشیا دیویس · سارا انگلیش · مورین جورج · آن گرانت · سوزان هاگت · پاتریشیا مک‌کیلوپ · برندا فیلیپز · کریستین پرینزلو · سونیا رابرتسون · آنتی استوارت · هلن ووک · لیندا واتسون                                                 | چکسلواکی (TCH) · میلادا بلاژکووا · ییژینا چرماکووا · ییژینا هایکووا · برتا هروبا · ایدا هوباچکووا · ییژینا کادلتسووا · یارمیلا کرالیچکووا · ییژینا کژیژووا · آلنا کیسلیتسووا · یانا لاهودووا · کوتا پتژیچکووا · ویرا پودهانیووا · ایوتا شرانکووا · ماریه سیکورووا · مارتا اوربانووا · لنکا ویمازالووا                                             | اتحاد شوروی (URS) · لیلا اخمروا · ناتالیا بوزونوا · ناتالیا بیکووا · تاتیانا یمباختوا · نادژدا فیلیپووا · لیودمیلا فرولوا · لیدیا گلوبوکووا · نلی گورباکووا · یلنا گوریوا · گالینا اینژواتووا · الینا خام · ناتلا کراسنیکووا · نادژدا اوچکینا · تاتیانا شویگانووا · گالینا ویزاننا · والنتینا زدراونیخ   |
| 1984 Los Angeles                             | هلند (NED) · کارینا بنینگا · فیکه بوخورست · ماریولین ایسفوخل · دت ده بوس · ایرنه هندریکس · السمیکه هیلن · ساندرا له پول · آنلوس نیونهایزن · مارتینه اور · آلته پوس · لیسته سونس · ماریکه فان دورن · آلتا فان مانن · سوفی فون ویلر · لاورین ویلمسه · مارگریت زخرس                      | آلمان غربی (FRG) · گابی اپل · داگمار برمر · بئاته داینینگر · الکه درل · بیرگیت هاگن · بیرگیت هان · مارتینا هالمن · زیگرید لاندگراف · کورینا لینگناو · کریستینا موزر · پاتریسیا اتو · هلا روت · گابریلا شوه · سوزی اشمیت · اورسولا تیلمان · آندرئا وایرمان-لایتس                                                                                   | ایالات متحده آمریکا (USA) · بث اندرس · بت بگلین · رجینا بوگی · گوئن چیزمن · شریل جانسون · کریستین لارسون-میسون · کاتلین مک‌گهی · انیتا میلر · لسلی میلن · شارلین مورت · دایان مویر · مارسلا پلاسی · کارن شلتون · برندا استاوفر · جولی استاور · جودی استرانگ                                               |
| 1988 Seoul                                   | استرالیا (AUS) · تریسی بلبین · دبی بومن-سالیوان · لی کاپس · میشل هاگر · سالی کاربون · السپت دنینگ · لورتا دورمن · ماری فیش · رشل هاکس · لورین هیلاس · کاتلین پارتریج · شارون بیوکانان · جکی پرریا · ساندرا پیسانی · کیم اسمال · لیان توت                                              | کره جنوبی (KOR) · چانگ اون-جونگ · چو کی-هیانگ · چوی چون-اوک · چونگ اون-کیونگ · چونگ سانگ-هیون · هان گوم-شیل · هان اوک-کیونگ · هوانگ کئوم-سوک · جین وون-سیم · کیم می-سون · کیم سون-دوک · کیم یونگ-سوک · لیم کی-سوک · پارک سون-جا · سو هیو-سون · سو کوانگ-می                                                                                        | هلند (NED) · ویلمیدین اردنبورگ · کارینا بنینگا · ماریولین ایسفوخل · ایوان بوتر · دت ده بوس · انمیکه فوکه · نور هولسبور · هلن ون در بن · لیسان لوژان · آنلوس نیونهایزن · مارتینه اور · ماریکه فان دورن · آلتا فان مانن · سوفی فون ویلر · لاورین ویلمسه · اینگرید وولف                                     |
| 1992 Barcelona                               | اسپانیا (ESP) · ماریا کارمن بارئا · سونیا باریو · مرسدس کوگن · سلیا کوررس · ناتالیا دورادو · ناگوره گابیانس · ماریبی گونسالس · آنا مایکس · سیلبیا مانریکس · الیزابت ماراگال · ماریا ایسابل مارتینس · ترسا موتوس · نوریا اولیبه · بیرخینیا ریمیرس · ماریا آنخلس رودریگس · مایدر تویریا | آلمان (GER) · بریتا بکر · تانیا دیکن‌شاید · نادین ارنستین-کرینکه · کریستین فرنک · اوا هاگنبومر · فرانتسیسکا هنتشل · کارن یونگ‌یوهان · کاترین کاوشکه · ایرینا کونت · هیکه لتچ · سوزان مولر · تینا پترس · زیمونه توماشینسکی · بیانکا وایس · آنکه ویلد · سوزی وولشلگر                                                                                  | بریتانیای کبیر (GBR) · جیل اتکینز · لیزا بایلیس · کارن براون · ویکی دیکسون · سوزان فریزر · وندی فریزر · کاترین جانسون · سندی لیستر · جکی مک‌ویلیامز · تامی میلر · هلن مورگان · مری نویل · مندی نیکلسون · الیسون رمزی · جین سیکسمیت · جوان تامپسون                                                         |
| 1996 Atlanta                                 | استرالیا (AUS) · مایکل اندروز · الیسون آنان · لوئیس دابسون · رنیتا فارل · ژولیت هسلم · رشل هاکس · کلوور میتلند · کارن مارسدن · جنی موریس · جکی پرریا · نووا پریس · کاترینا پاول · لیسا پاول · دنی روش · کیت استار · لیان توت                                                          | کره جنوبی (KOR) · چانگ اون-جونگ · چو اون-جونگ · چوی اون-کیونگ · چوی می-سون · جونگ یونگ-سون · جین دوک-سان · کیم میونگ-اوک · کوون سو-هیون · کوون چانگ-سوک · لی ایون کیانگ · لی ایون یونگ · لی جی یونگ · ایم جونگ-سوک · اوه سونگ شین · وو هیون-جونگ · تو جی-سوک                                                                                      | هلند (NED) · استلا د هایج · ویتسک د رایتر · مینجیه دونرز · ویلمیدین دویستر · نور هولسبور · نیکول کولین · الن کویپرس · جانت لوین · سوزان پلسمن · فلورنتین استینبرگه · مارجه تیوون · کارول تات · ژاکلین توکسوپه · فلور فان د خیفت · دلیان فان دن بوگارد · سوزان فان در ویلن                                |
| 2000 Sydney                                  | استرالیا (AUS) · کتی آلن · الیسون آنان · لیسا پاول · رنیتا فارل · ژولیت هسلم · رشل هاکس · نیکی هادسون · ریچل ایمیسون · کلوور میتلند · کلر میچل-تاورنر · جنی موریس · الیسون پیک · کاترینا پاول · انجی اسکیروینگ · کیت استار · جولی تاورز                                               | آرژانتین (ARG) · ماگدالنا آیسگا · ماریلا آنتونیسکا · اینس آروندو · لوسیانا آیمار · ماریا پاس فراری · آنابل گامبرو · سولداد گارسیا · ماریا د لا پاس ارناندس · لائورا مائیستگی · مرسدس مارگالوت · کارینا ماسوتا · وانینا اونتو · خورخلینا ریمولدی · سسیلیا رونیونی · آیلن استپنیک · پائولا ووکوییچیچ                                                | هلند (NED) · مینکه بوی · اجیث بومگارد · جولی دییترز · مینجیه دونرز · فاتیما موریرا ده ملو · کلاریندا سینگی · هنکه اسمارز · مینکه اسمیتس · مارجه تیوون · کارول تات · دفن توو · فلور فان د خیفت · دلیان فان دن بوگارد · ماچا ون در وارت · سوزان فان در ویلن · میرنا ونسترا                                 |
| 2004 Athens                                  | آلمان (GER) · تینا بخمن · کارولین کاسارتو · نادین ارنستین-کرینکه · فرانزیسکا گوده · مندی هزه · ناتاشا کلر · دنیس کلکر · انکه کونه · هیکه لتچ · بدری لطیف · زونیا لمان · سیلکه مولر · فانی رینه · ماریون رودوالد · لوئیزا والتر · یولی تسویل                                           | هلند (NED) · مینکه بوی · شانتال دو بروین · لیسانه ده روفر · مینجیه دونرز · سیلویا کارس · فاتیما موریرا ده ملو · ایفکه مولدر · معرتجه شاپسترا · یانکه اسخوپمن · کلاریندا سینگی · مینکه اسمیتس · جیسک اسنوکس · ماچا ون در وارت · میک فان خینهویزن · لیوی ون کسل                                                                                     | آرژانتین (ARG) · ماگدالنا آیسگا · ماریلا آنتونیسکا · اینس آروندو · لوسیانا آیمار · کلاودیو بورکارت · مارینا دی جاکومو · سولداد گارسیا · ماریانا گونسالس اولیوا · آلخاندرو گویا · ماریا د لا پاس ارناندس · مرسدس مارگالوت · وانینا اونتو · سسیلیا رونیونی · مارینه روسو · آیلن استپنیک · پائولا ووکوییچیچ |
| 2008 Beijing                                 | هلند (NED) · مارتی خودری · مارتی پاومن · نائومی فان آس · مینکه اسمیتس · مارلین آگولیوتی · مینکه بوی · ویکه دیکسترا · سوفی پولکمپ · الن هوخ · لیدوی ولتن · لیسانه ده روفر · میک فان خینهویزن · اوا دخوده · یانکه اسخوپمن · ایفکه مولدر · فاتیما موریرا ده ملو                          | چین (CHN) · رن یه · ژانگ ییمنگ · گائو لیهوا · چن چیوکی · ژائو یودیائو · لی هونگشیا · چنگ هوی · تانگ چونلینگ · ژو وانفنگ · ما ییبو · فو بائورونگ · پان فنگژن · هوانگ جونشیا · سونگ چینگلینگ · لی شوانگ · چن ژائوکسیا | آرژانتین (ARG) · پائولا ووکوییچیچ · بلن سوچی · ماگدالنا آیسگا · مرسدس مارگالوت · ماریانا روسی · نوئل باریونوئوو · جیسل کانیفسکی · کلاودیو بورکارت · لوسیانا آیمار · مارینه روسو · ماریانا گونسالس اولیوا · سولداد گارسیا · آلخاندرو گویا · ماریا د لا پاس ارناندس · کارلا ربکی · روساریو لوکتی           |
| هاکی روی چمن در بازی‌های المپیک تابستانی ۲۰۱۲ | هلند (NED) · کیتی فان ماله · کارلین دیرکس فان ده هیفول · کلی یونکر · مارتی خودری · لیدوی ولتن · مارتی پاومن · نائومی فان آس · الن هوخ · سوفی پولکمپ · جویس سومبروک · کیم لامرش · اوا دخوده · مارلین آگولیوتی · مرل ده بلای · مارخوت فان خفن · کایا فان ماساکر                         | آرژانتین (ARG) · لائورا دل کویه · روساریو لوکتی · ماکارنا رودریگز · لوسیانا آیمار · کارلا ربکی · دلفینا مینو · مارتینا کاوایرو · فلورانسیا حبیف · روسیو سانچس موچیا · دانیلا سرووگا · سوفیا ماکاری · ماریلا اسکارونه · سیلوینا دلیا · نوئل باریونوئوو · خوزفینا اسروگا · فلورانسیا موتیو                                                          | بریتانیای کبیر (GBR) · بت استوری · امیلی مگوایر · لورا آنزوور · کریستا کولن · آن پانتر · هانا مکلود · هلن ریچاردسون-والش · کیت ریچاردسون-والش · کلوئی راجرز · لورا بارتلت · الکس دانسون · جورجی توییگ · اشلی بال · سالی والتون · نیکولا وایت · سارا توماس                                                |
| هاکی روی چمن در بازی‌های المپیک تابستانی ۲۰۱۶ | بریتانیای کبیر (GBR) · مدی هینچ · لورا آنزوور · کریستا کولن · هانا مکلود · جورجی توییگ · هلن ریچاردسون-والش · سوسانا تاونزند · کیت ریچاردسون-والش · سام کوئک · الکس دانسون · جیزل انزلی · سوفی بری · هولی وب · شونا مک‌کالین · لیلی آوسلی · نیکولا وایت                                | هلند (NED) · جویس سومبروک · خان ده وارد · کیتی فان ماله · لاورین لورینک · ویلیمین بوس · مارلوس کیتلس · کارلین دیرکس فان ده هیفول · کلی یونکر · ماریا ورشور · لیدوی ولتن · کایا فان ماساکر · مارتی پاومن · نائومی فان آس · الن هوخ · مارخوت فان خفن · اوا دخوده                                                                                    | آلمان (GER) · نیکه لورنتز · سلین اوروز · آن شرودر · لیزا شوتزه · شارلوت اشتاپنهوست · کاتارینا اوته · جان مولر-ویلند · هانا کروگر · جانا تسکه · لیزا هان · فرانزیسکا هاوکه · سسیل پیپر · ماری ماورز · آنیکا اسپرینک · جولیا مولر · پیا-سوفی اولدهافر · کریستینا رینولدز                                   |
| هاکی روی چمن در بازی‌های المپیک تابستانی ۲۰۲۰ | هلند (NED) · فلیس آلبرس · اوا دخوده · خان ده وارد · مارلوس کیتلس · یوسینه کولین · سانه کولن · لاورین لورینک · فردریک ماتلا · لاورا نونینک · مالو فنینکس · پین ساندرس · لاورن استام · مارخوت فان خفن · کایا فان ماساکر · ماریا ورشور · لیدوی ولتن                                      | آرژانتین (ARG) · آگوستینا آلبرتاریو · آگوستینا آلونسو · نوئل باریونوئوو · والنتینا کوستا بیوندی · امیلیا فورکریو · آگوستینا گورسلانی · ماریا خوسه گراناتو · ویکتوریا گراناتو · خولیتا یانکوناس · سوفیا ماکاری · دلفینا مینو · والنتینا راپوسو · روسیو سانچس موچیا · میکائلا رتگی · ویکتوریا ساوزه · بلن سوچی · سوفیا توکالینو · ائوخنیا ترینچینتی | بریتانیای کبیر (GBR) · جیزل انزلی · گریس بالسدون · فیونا کراکلز · مدی هینچ · سارا جونز · هانا مارتین · شونا مک‌کالین · لیلی آوسلی · هولی وب · ایزابل پیتر · الی رایر · سارا رابرتسون · آنا تومان · سوسانا تاونزند · لورا آنزوور · لیا ویلکینسون                                                           |